# YS Flight Simulation System 2000

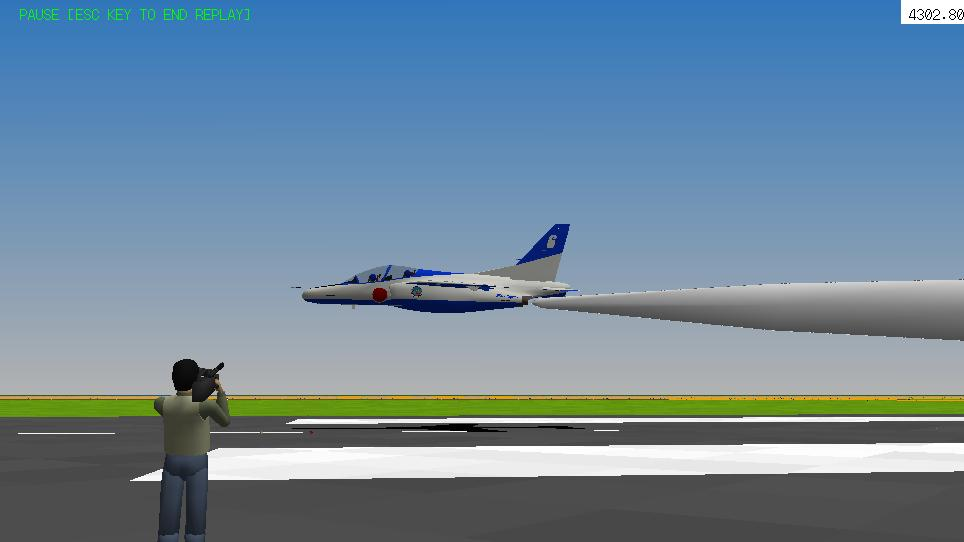
Imagem do YSFlight

YS Flight Simulation System 2000  ou YS Flight Simulator é um simulador de voo freeware (gratuito) programado por Soji Yamakawa, um membro do pessoal do Departamento de Engenharia Mecânica da Carnegie Mellon University. O simulador é conhecido pelo nome "YS Flight", ou simplesmente "YS". O tempo de download do mesmo é relativamente curto devido ao pequeno tamanho. É compatível com a maioria do sistemas, incluindo os que utilizam sistema operacional Linux.
A simulação inclui uma grande seleção de aviões, que vão de modelos históricos, passando por aviões de guerra modernos até aviões comerciais de tamanho considerável. Essas classes são ainda aumentadas por mods, que são relativamente fáceis de produzir porque o programa também foi desenhado "para programadores de gráficos 3D".
Com a última versão oficial (20150406), lançada em 25 de abril de 2015, o pacote principal do YS Flight pode utilizar 3 APIs diferentes para desenhar os gráficos 3D: OpenGL, DirectX e modo Software.

## Jogabilidade
O YS Flight pode ser utilizado sozinho num computador, ou on-line conectando-se a um servidor na Internet ou a uma LAN.
Há vários tipos de "missões", ou baseados numa simulação de voo normal, ou baseados em combate. As seções que não são de combate envolvem voar sem um objetivo fixo. O usuário também pode escolher voar acompanhado por vários alas controlados pelo computador ou outros jogadores em LAN (vários computadores ligados uns aos outros). Neste modo, os usuários podem imitar equipes reais voando em formações avançadas. Outro modo pede ao jogador para aterrar com condições de tempo variáveis.
Combater no simulador é normalmente baseado à volta de objetivos mais específicos. Esses incluem, mas não são limitados a: defender bases aéreas e sobreviver a ondas de aviões inimigos. Outro modos envolvem lutas um-contra-um (dogfights), e lutas entre vários pilotos. Esses modos também podem ser disputados com oponentes humanos via uma network.
Antes de cada voo o usuário tem a opção de mudar o carregamento de armas de cada avião. Ao invés de simuladores de voo mais realistas (como Falcon 4.0), YS Flight usa armas iguais para todos os tipos de aviões e não faz a diferença entre modelos diferentes do mesmo tipo de armas, na perspectiva visual como na de potência de tiro.
O cenário em que o usuário voa também pode incluir tanques de mísseis terra-ar ou ar-ar que disparam contra os aviões inimigos.

## Linhas Aéreas [VA]
Linhas Aéreas Virtuais no Ysflight, tentar simular de forma os seus sistemas, cada empresa aérea tem sua Frota variada de aeronaves. Desde aeronaves Comerciais, Carga, Executivo.
Tudo para atender as rotas em mapas mais extensos como o Hawaii.

## Companhias Falhidas
São as empresas aéreas que não operam mais, por ação e decisão do CEO e Presidente ou por uma organização que o puniu por não ter comprido as ações necessárias para uma VA.
Empresas que não operam mais são: BRAEX BRASIL, Saloha Airlines, JPEX Transporte de malotes, Globespan Airlines, vNWA, Virtual American Airlines.

## Modo on-line
Um usuário deve criar uma sala no servidor, na qual outros usuários irão entrar para participar do voo. O aspecto multi-jogador é gratuito.
'Esquadrões virtuais' são uma coisa comum nos servidores de YS Flight, como os CDC Cavaleiros do céu Brasil, os 171st, os 241st Shadow Hunters, os Red Phoenix Fighter Wing, os 194th "Koshimetsu Ninjas", os VFA-107 "Golden Dragons",o 1ºGDA do YS Flight e os 452nd Fighter Wing. A maioria dos esquadrões têm os seus próprios mapas, servidores, fóruns e pinturas de aviões únicas. Os esquadrões muitas vezes fazem treinos regulares nos servidores.
Os voos em grupo envolvem, mas não são limitados a: guerras estilo combate por algumas horas, ou às vezes, guerras continuas criadas por discussões ou rivalidades entre esquadrões. Essas guerras podem durar meses, ao longo de diversas partidas.

## Realismo
O YS Flight é muitas vezes criticado por ter realismo limitado, ou aviões que refletem mal a realidade. Os primeiros modelos são muitas vezes "quadrados", com baixa quantidade de polígonos e muitas vezes tem texturas de baixa resolução, ou mesmo não tem texturas, para garantir que o simulador funcionará bem em computadores mais antigos. No entanto, aviões melhor modelados estão disponíveis para download, como novos "modders" (pessoas que modificam o conteúdo de um jogo/programa) estão sempre a aparecer, criando aviões muito mais detalhados. Os aviões mais recentes são muito mais detalhados que os modelos normais, normalmente tendo partes moveis e luzes controladas pelo usuário.
O simulador se difere da maioria, devido a sua qualidade gráfica inferior, optando por focar-se na acessibilidade, podendo ser utilizado em uma grande variedade de sistemas e hardwares.
Yspilots
Yspilots, a algum tempo atrás sofreu um problema o que causou, a perda de todos seus conteúdos.
Atualmente a mais nova comunidade de Ys flight é Ys Flight Headquarters
Ir ao site oficial do Ys Flight para maior informações

## Também ver
- FlightGear - Outro simulador gratuito de voo
- Microsoft Flight Simulator - Simulador de voo muito conhecido

## Análises (Inglês)
- «Análise do YS Flight no site flightsim.com»